# Maxim Galkin
Maxim Galkin (* 18. června 1976 Moskevská oblast) je ruský herec, televizní moderátor, komik a zpěvák. Od roku 2011 je manželem populární ruské zpěvačky Ally Pugačovy.
V roce 2022 vyjádřil jasný odpor vůči rusko-ukrajinské válce. Kvůli svým kritickým vyjádřením přišel o moderování zábavného pořadu ve státní televizi, zrušeny byly i jeho koncerty v Rusku.

## Život
Narodil se v Rusku v Moskevské oblasti. Když mu byly tři roky, žil se svou rodinou ve Východním Německu. V sedmi letech, kdy byl jeho otec povýšen na generála, se rodina přestěhovala do Oděsy. Později žili ve vojenském městečku vzdáleném 30 km od Ulan-Ude. Nakonec se vrátili zpátky do Moskvy.
Už v dětství ukázal své umělecké nadání. Často účinkoval ve školních hrách. Na střední škole se zase věnoval parodování. Naučil se tři cizí jazyky - angličtinu, němčinu a francouzštinu.

### Kariéra
Hlasově je Maxim Galkin kontratenor a této své vlastnosti bohatě využívá ve svých pěveckých parodických vystoupeních.
Kariéru zahájil v r. 1994 debutem ve Studentském divadle MGU. V lednu 2001 obdržel Galkin ocenění "Triumf". V letech 2001-2008 moderoval televizní soutěž Chcete být milionářem?. Dne 16. února 2013 koncertoval sólově v Pavlovském Posadu.
Počet jeho vystoupení v různých pořadech, mj. Festivalu humoru v Jurmale, jde do desítek. Na svém kontě má šest vlastních sólových programů ("koncertů"). Moderoval silvestrovskou show TV1. Měl i několik vlastních talk-show na různých ruských televizních stanicích. Bohatě využil svůj pěvecký i umělecký talent, když se v roce 2015 účastnil jako soutěžící ruské verze hudební show "Toch v toch", jež je v ČR uváděna pod názvem "Tvoje tvář má známý hlas".
Dne 21. 5. 2016 na ruské televizní stanici TV1 zahájil svoji vlastní show "MaximMaxim".
V letech 2010, 2013, 2014 a 2016 navštívil Českou republiku, kde vystoupil v Praze v Paláci Hybernia, v Hudebním divadle Karlín a v Karlových Varech.

## Názory
Po ruské invazi na Ukrajinu v únoru 2022 dal na Instagramu najevo svůj nesouhlas. „Jak je všechno tohle možné? Spravedlivá válka neexistuje. Ne válce,“ uvedl Galkin.
„Tolik strašných věcí Rusko zavinilo a tvrdí přitom, že se nijak neprovinilo. Zvěrstva v Buči – to nejsme my –, na Oděsu letí raketa – to také nejsme my. Mariupol vyhladili – ani to nejsme my,“ uvedl v dubnu 2022 Galkin.
Kvůli svým kritickým vyjádřením přišel o moderování zábavného pořadu ve státní televizi a zrušeny byly i jeho koncerty v Rusku.

## Osobní život
Od roku 2005 žije s populární ruskou zpěvačkou Allou Pugačovou. Chodili však spolu už od roku 2001, kdy byla Alla Pugačova ještě manželkou zpěváka Filippa Kirkorova. Po deseti letech, 24. prosince 2011, se vzali. Společně se svými dětmi žijí na vlastním zámku ve vesnici Grjaz, vzdálené asi 20 km od Moskvy. Nazpívali mnoho duetů, jako např. písně Kafeška, Buď ili ně buď, Cholodno, Eto ljubov aj.
Maxim Galkin a Alla Pugačova mají dvojčata – syna Garriho a dceru Jelizavetu (* 18. září 2013). Ta musela být ale kvůli vysokému věku zpěvačky donošena náhradní matkou.